# 長谷川雅和
長谷川 雅和（はせがわ まさかず、1989年7月3日 - ）は、岡山県出身の競艇選手。登録番号4580。身長168cm。血液型A型。105期。岡山支部所属。同期に磯部誠、菅章哉、藤山雅弘らがいる。

## 来歴
- やまと競艇学校時代、リーグ戦勝率5.46（準優出5　優出2）の成績を残した。
- 2009年11月21日、児島競艇場でデビュー（フライング失格）。
- 2011年6月17日、宮島競艇場での「東日本大震災被災地支援競走 G3新鋭リーグ第8戦」4日目8Rで初勝利（154走目）。
- 2012年3月4日、江戸川競艇場での「第12回日本財団会長杯」で初優出（3着）[1]。